# Ernesto Pauler
Ernesto Pauler (Austria, 1903 - Orizaba, 3 de febrero de 1959) fue un futbolista austriaco que jugó de portero. Llegó a México del Rapid Viena. Fue portero titular del Club Necaxa en los años 1930. Fue director técnico del Club Necaxa. Bajo su dirección técnica obtuvo entre 1935 y 1938 los títulos de Campeones nacionales amateurs, Campeones de Copa y campeones de liga.

## Palmarés

### Como jugador
| Título                     | Club        | País   | Año     |
| -------------------------- | ----------- | ------ | ------- |
| Primera División de México | Club Necaxa | México | 1932-33 |
| Copa México                | Club Necaxa | México | 1932-33 |
| Primera División de México | Club Necaxa | México | 1934-35 |

### Como entrenador
| Título                      | Equipo                         | País   | Año     |
| --------------------------- | ------------------------------ | ------ | ------- |
| Copa México                 | Club Necaxa                    | México | 1935    |
| Campeonato Nacional Amateur | Selección del Distrito Federal | México | 1935    |
| Primera División de México  | Club Necaxa                    | México | 1936-37 |
| Primera División de México  | Club Necaxa                    | México | 1937-38 |
| Primera División de México  | Club de Fútbol Asturias        | México | 1943-44 |

- Datos: Q1359726